# Сант'Оресте
Сант'Орѐсте (на италиански: Sant'Oreste) е малко градче и община в Централна Италия, провинция Рим, регион Лацио. Разположено е на 420 m надморска височина. Населението на общината е 3890 души (към 2010 г.).